# The Book of Us: Gravity
《The Book of Us : Gravity》는 한국 밴드 DAY6의 다섯 번째 EP이다. 2019년 7월 15일 JYP 엔터테인먼트를 통해 발매되었다.

## 배경
DAY6는 두 번째 서울 팬미팅을 마친 후 The Book of Us 라는 제목의 프롤로그 필름이 6월 30일 자정( KST )에 유튜브를 통해 공개되었다. EP는 2018년 Youth 시리즈가 끝난 후 새로운 시대의 시작을 알리는 Gravity 와 함께 다음 날 발표되었다. 사전 주문은 7월 1일에 시작되었으며, "Soul"과 "Mate"의 두 가지 버전으로 출시되었다. 7월 3일에 신곡 6개가 공개되었다. 도운을 제외한 멤버 전원이 곡 작곡에 참여했으며, 영케이는 성진과 공동 작곡한 "포장"를 제외한 모든 곡의 가사를 직접 썼다. 7월 5일에는 자정부터 오전 1시까지 15분 간격으로 개별 예고 사진들을 공개했다. 실제 앨범에 대한 자세한 내용은 그날 아침에 공개되었다. 개별 티저 이미지는 7월 6일부터 10일까지 공개되었고, 이어 7월 11일에 그룹 티저 이미지가 공개되었다. 리드 싱글 "한 페이지가 될 수 있게"의 첫 번째 뮤직 비디오 티저는 7월 12일에 공개되었고, 다음 날 앨범 샘플러가 공개되었다. EP는 7월 15일에 "한 페이지가 될 수 있게" 뮤직비디오와 함께 발매되었다.

## 프로모션
데이식스는 15일 네이버 V LIVE 방송을 통해 '컴백 라이브 토크'를 진행했다. 그들은 7월 18일 Mnet의 엠카운트다운 에서 컴백 무대를 가졌고, 뮤직뱅크, 쇼! 음악중심, 인기가요 등 한국의 여러 음악 프로그램에서 "한 페이지가 될 수 있게"를 공연했다.
밴드는 2019년 8월 9일 서울을 시작으로 두 번째 월드 투어를 통해 새로운 EP를 홍보했다.

## 곡 목록
공식 웹사이트에서 발췌했다.
| #            | 제목                       | 작사         | 작곡                              | 편곡         | 재생 시간 |
| ------------ | -------------------------- | ------------ | --------------------------------- | ------------ | --------- |
| 1.           | 〈For Me〉                 | Young K      | Young K Jae 성진 원필 홍지상      | 홍지상       | 3:28      |
| 2.           | 〈한 페이지가 될 수 있게〉 | Young K      | Young K Jae 성진 원필 홍지상      | 홍지상       | 3:26      |
| 3.           | 〈How to Love〉            | Young K      | Young K Jae 성진 원필 홍지상      | 홍지상       | 3:24      |
| 4.           | 〈돌아갈래요〉             | Young K      | Young K Jae 220                   | 220          | 3:36      |
| 5.           | 〈포장〉                   | 성진 Young K | Sungjin YoungK 원필 mr.cho 이민경 | mr.cho       | 3:26      |
| 6.           | 〈Best Part〉              | Young K      | Young K Jae 성진 원필 홍지상      | 홍지상       | 3:41      |
| 총 재생 시간 | 총 재생 시간               | 총 재생 시간 | 총 재생 시간                      | 총 재생 시간 | 21:11     |

## 차트
| 차트 (2019)                    | 최고 순위 |
| ------------------------------ | --------- |
| 프랑스 디지털 앨범 차트 (SNEP) | 85        |
| 대한민국 앨범 차트 (가온)      | 1         |

## 수상
| 비평가/출판 | 목록                        | 노래         | 계급 | 각주   |
| ----------- | --------------------------- | ------------ | ---- | ------ |
| 《MTV》     | 2019년 최고의 K-pop B-sides | "돌아갈래요" | 4    | [ 14 ] |

### 음악 프로그램
| 노래                     | 프로그램               | 날짜            | 각주   |
| ------------------------ | ---------------------- | --------------- | ------ |
| "한 페이지가 될 수 있게" | 쇼 챔피언 ( MBC 뮤직 ) | 2019년 7월 24일 | [ 15 ] |
| "한 페이지가 될 수 있게" | 엠카운트다운 ( Mnet )  | 2019년 7월 25일 | [ 16 ] |

## 발매 내역
| 지역     | 날짜            | Format                      | 레이블                     |
| -------- | --------------- | --------------------------- | -------------------------- |
| 대한민국 | 2019년 7월 15일 | CD 디지털 다운로드 스트리밍 | JYP Entertainment Studio J |
| 세계     | 2019년 7월 15일 | 디지털 다운로드 스트리밍    | JYP Entertainment Studio J |

## 같이 보기
- 2019년 가온 앨범 차트 1위 목록